# Because We Can
Because We Can è una canzone della rock band statunitense Bon Jovi, primo singolo estratto dall'album What About Now. Il singolo è stato pubblicato in formato digitale il 7 gennaio 2013 e su supporto fisico il 20 febbraio 2013.

## La canzone
La canzone è stata scritta da Jon Bon Jovi, Richie Sambora e Billy Falcon.
Nel commentare il brano, Sambora ha dichiarato a Billboard che il singolo riflette i toni adottati nell'intero album, affermando che «i testi sono molto positivi, ovviamente Because We Can [in italiano, Perché possiamo], What About Now? [in italiano, Che dire di adesso?], sono tutte espressioni che danno forza, ed è questo ciò che stavamo provando ad ottenere. Stavamo cercando di ottenere dei versi molto positivi e ci siamo arrivati».

## Formazione
- Jon Bon Jovi: voce, chitarra acustica
- Richie Sambora: chitarra solista, cori
- David Bryan: tastiere, cori
- Tico Torres: batteria
- Hugh McDonald: basso, cori

## Tracce
Download digitale
1. Because We Can - 4:00

CD Maxi (edizione europea)
1. Because We Can - 4:00
2. Keep The Faith (Live at New Meadowlands Stadium 2010) - 7:09

CD Maxi (edizione giapponese)
1. Because We Can
2. Because We Can (instrumental)
3. Keep The Faith (Live at New Meadowlands Stadium 2010)

## Classifiche
| Classifica (2013)                      | Posizione massima |
| -------------------------------------- | ----------------- |
| Australia                              | 56                |
| Austria                                | 21                |
| Belgio (Fiandre)                       | 70*               |
| Belgio (Vallonia)                      | 85^               |
| Canada                                 | 37                |
| Germania                               | 39                |
| Giappone                               | 18                |
| Irlanda                                | 55                |
| Paesi Bassi                            | 36                |
| Regno Unito                            | 38                |
| Repubblica Ceca                        | 73                |
| Spagna                                 | 19                |
| Stati Uniti (Adult Contemporary Songs) | 21                |
| Stati Uniti (Adult Pop Songs)          | 30                |
| Stati Uniti (Rock Songs)               | 16                |
| Svizzera                               | 34                |

Note relative alle posizioni in classifica
- * Because We Can non è entrato nella classifica dei singoli più venduti nelle Fiandre, la Ultratop 50, ma ha raggiunto il numero 20 nella classifica Ultratip, che rappresenta un'estensione alle 50 posizioni della precedente.
- ^ Because We Can non è entrato nella classifica dei singoli più venduti in Vallonia, la Ultratop 40, ma ha raggiunto il numero 35 nella classifica Ultratip, che rappresenta un'estensione alle 50 posizioni della precedente.